# 新庄村 (京都府)
新庄村（しんじょうむら）は、京都府船井郡にあった村。現在の南丹市八木町の北西部、桂川の左岸にあたる。

## 地理
- 河川：城山、諸木山
- 河川：桂川

## 歴史
- 1889年（明治22年）4月1日 - 町村制の施行により、船枝村・山室村・室橋村・野条村・諸畑村・池上村の区域をもって発足。
- 1951年（昭和26年）4月1日 - 八木町に編入。同日新庄村廃止。